# 48-й меридіан східної довготи
48-й меридіан східної довготи — лінія довготи, що лежить на 48 градусів східніше Гринвіцького меридіана. Вона проходить від Північного полюса через Північний Льодовитий океан, Європу, Азію, Африку, Індійський океан, Південний океан та Антарктиду до Південного полюса.
48-й меридіан східної довготи формує велике коло разом із 132-гим меридіаном західної довготи.

## Список географічних об'єктів, що перетинає 48° сх. д.
Починаючи на Північному полюсі та рухаючись до Південного полюса, 48-й меридіан східної довготи проходить через:
| Координати                                                 | Країна, територія або море | Примітки                                                                  |
| ---------------------------------------------------------- | -------------------------- | ------------------------------------------------------------------------- |
| 90°0′ пн. ш. 48°0′ сх. д. / 90.000° пн. ш. 48.000° сх. д.  | Північний Льодовитий океан |                                                                           |
| 80°48′ пн. ш. 48°0′ сх. д. / 80.800° пн. ш. 48.000° сх. д. | Росія                      | Земля Франца-Йосифа — проходить через Землю Олександри                    |
| 80°43′ пн. ш. 48°0′ сх. д. / 80.717° пн. ш. 48.000° сх. д. | Баренцове море             | Протока Кембрідж                                                          |
| 80°32′ пн. ш. 48°0′ сх. д. / 80.533° пн. ш. 48.000° сх. д. | Росія                      | Земля Франца-Йосифа — проходить через Землю Георга                        |
| 80°4′ пн. ш. 48°0′ сх. д. / 80.067° пн. ш. 48.000° сх. д.  | Баренцове море             | Проходить західніше острова Колгуєв, Росія                                |
| 67°38′ пн. ш. 48°0′ сх. д. / 67.633° пн. ш. 48.000° сх. д. | Росія                      |                                                                           |
| 50°9′ пн. ш. 48°0′ сх. д. / 50.150° пн. ш. 48.000° сх. д.  | Казахстан                  |                                                                           |
| 47°46′ пн. ш. 48°0′ сх. д. / 47.767° пн. ш. 48.000° сх. д. | Росія                      | Проходить через Астрахань                                                 |
| 45°42′ пн. ш. 48°0′ сх. д. / 45.700° пн. ш. 48.000° сх. д. | Каспійське море            |                                                                           |
| 42°24′ пн. ш. 48°0′ сх. д. / 42.400° пн. ш. 48.000° сх. д. | Росія                      |                                                                           |
| 41°24′ пн. ш. 48°0′ сх. д. / 41.400° пн. ш. 48.000° сх. д. | Азербайджан                |                                                                           |
| 39°41′ пн. ш. 48°0′ сх. д. / 39.683° пн. ш. 48.000° сх. д. | Іран                       |                                                                           |
| 31°0′ пн. ш. 48°0′ сх. д. / 31.000° пн. ш. 48.000° сх. д.  | Ірак                       | Проходить паралельно кордону з Іраном, за 3 км на захід від нього         |
| 30°0′ пн. ш. 48°0′ сх. д. / 30.000° пн. ш. 48.000° сх. д.  | Кувейт                     |                                                                           |
| 29°34′ пн. ш. 48°0′ сх. д. / 29.567° пн. ш. 48.000° сх. д. | Перська затока             | Кувейтська затока                                                         |
| 29°23′ пн. ш. 48°0′ сх. д. / 29.383° пн. ш. 48.000° сх. д. | Кувейт                     | Проходить через Ель-Кувейт                                                |
| 28°32′ пн. ш. 48°0′ сх. д. / 28.533° пн. ш. 48.000° сх. д. | Саудівська Аравія          |                                                                           |
| 17°51′ пн. ш. 48°0′ сх. д. / 17.850° пн. ш. 48.000° сх. д. | Ємен                       |                                                                           |
| 14°3′ пн. ш. 48°0′ сх. д. / 14.050° пн. ш. 48.000° сх. д.  | Індійський океан           | Аденська затока                                                           |
| 11°7′ пн. ш. 48°0′ сх. д. / 11.117° пн. ш. 48.000° сх. д.  | Сомалі                     |                                                                           |
| 4°31′ пн. ш. 48°0′ сх. д. / 4.517° пн. ш. 48.000° сх. д.   | Індійський океан           | Проходить східніше острова Астов, Сейшельські Острови                     |
| 13°32′ пд. ш. 48°0′ сх. д. / 13.533° пд. ш. 48.000° сх. д. | Мадагаскар                 | Проходить через острів Мадагаскар                                         |
| 22°12′ пд. ш. 48°0′ сх. д. / 22.200° пд. ш. 48.000° сх. д. | Індійський океан           |                                                                           |
| 60°0′ пд. ш. 48°0′ сх. д. / 60.000° пд. ш. 48.000° сх. д.  | Південний океан            |                                                                           |
| 67°17′ пд. ш. 48°0′ сх. д. / 67.283° пд. ш. 48.000° сх. д. | Антарктида                 | Проходить через Австралійську антарктичну територію (претендує Австралія) |